# アーカイブス映像でよみがえる にっぽんの鉄道「蒸気機関車」
『アーカイブス映像でよみがえる にっぽんの鉄道「蒸気機関車」』（アーカイブスえいぞうでよみがえる にっぽんのてつどう じょうききかんしゃ）は、NHKで2022年に放送された鉄道開業150周年を記念して鉄道を特集した特別番組。初回放送は2022年6月12日に総合テレビで放送された。

## 概要
タイトルの通り、鉄道開通150周年を記念して「蒸気機関車」にスポットを当てた番組で、明治から昭和にかけての時代に日本の交通網を支えていった全国各地の蒸気機関車を、NHKアーカイブスに所蔵されている全国のNHK放送局の秘蔵映像から紹介し、往年の姿を映像と秘話で振り返った。番組収録は鉄道博物館（さいたま市大宮区）で行われた。
映像は、蒸気機関車が運行していた当時のNHKニュースをはじめ『新日本紀行』等の各ドキュメンタリー番組などから使用した。

## 出演者

### 司会
- 三宅裕司
- 片山千恵子（NHKアナウンサー）

### ゲスト
- 向谷実
- 村井美樹[1]
- 芦原伸
- 荒木文宏 - 鉄道博物館副館長

### リポーター
- 小島藤子

## スタッフ
- ディレクター - 安藤真帆、乃美有紀子
- プロデューサー - 山内俊介
- 制作統括 - 柴田解、相澤修
- 制作協力 - デジタルSKIPステーション
- 制作 - NHKエンタープライズ
- 制作・著作 - NHK

## 放送時間
NHK総合テレビ
- 2022年6月12日 15:05 - 15:54（東北地方を除く）、13:05 - 13:54（東北地方）